# Osiris barrocoloradensis
Osiris barrocoloradensis är en biart som beskrevs av Schwarz 1934. Osiris barrocoloradensis ingår i släktet Osiris och familjen långtungebin. Inga underarter finns listade i Catalogue of Life.